# Ozero Sitno (sjö i Vitryssland)
Ozero Sitno (ryska: Озеро Ситно) är en sjö i Belarus.   Den ligger i voblasten Vitsebsks voblast, i den norra delen av landet, 230 km nordost om huvudstaden Minsk. Ozero Sitno ligger 144 meter över havet. Arean är 1,6 kvadratkilometer. Den sträcker sig 1,7 kilometer i nord-sydlig riktning, och 2,3 kilometer i öst-västlig riktning.
I omgivningarna runt Ozero Sitno växer i huvudsak blandskog. Runt Ozero Sitno är det ganska tätbefolkat, med 72 invånare per kvadratkilometer.